# Barão de Antonina

Barão de Antonina este un oraș în São Paulo (SP), Brazilia.